# Walter Erviti
Walter Daniel Erviti  (Mar del Plata, 12 de junio de 1980) es un exfutbolista y entrenador argentino.  

## Trayectoria

### Como futbolista

#### San Lorenzo
Debutó profesionalmente el 4 de agosto de 1999 en un encuentro disputado entre San Lorenzo y Boca Juniors por la segunda fecha de la Copa Mercosur 1999, que finalizó con un triunfo del "Ciclón" por 1-0. Su primer gol lo marcó el día de su debut en torneos locales a Vélez Sarsfield, con José Luis Chilavert en el arco. Sus otras conquistas fueron a Belgrano, Rosario Central, Lanús, y Unión, este último fue el que rubricó el título del Clausura 2001. Fue campeón en 2 oportunidades: también fue parte del equipo que logró el récord argentino de victorias seguidas conseguido en 2001 (13 consecutivas).
Terminó su ciclo en el club con 112 partidos disputados en los que convirtió 4 goles.

#### Monterrey
Llegó al club Regiomontano para el Torneo Apertura 2002 a petición del entonces director técnico Daniel Passarella, junto a Guillermo Franco. Se presentó por vez primera ante la afición albiazul el 3 de agosto de 2002 en un partido contra Atlante, jugando 79 minutos y anotando su primer gol al minuto 66.
Obtuvo el campeonato con Monterrey en el Torneo Clausura 2003 (su segundo torneo como Rayado), siendo pieza fundamental para la obtención de dicho título ya que vio acción en todos los encuentros disputados en la liga y liguilla. En el partido de ida de la final por el título, disputada ante Monarcas Morelia, anotó un gol apenas al minuto de juego. Dicho partido terminaría con marcador de 3-1 a favor de Monterrey, ventaja que permaneció intacta en el juego de vuelta que finalizó 0-0, permitiendo a los Rayados celebrar el segundo campeonato de su historia.
En el Torneo Apertura 2004 llegaría para dirigir al equipo Miguel Herrera y Monterrey se convertiría en un equipo netamente ofensivo. Manteniendo la base del equipo de Passarella, Monterrey obtendría dos subcampeonatos en los torneos: Apertura 2004 y Apertura 2005. Walter no solo fue el elemento más constante durante esta etapa sino que además se convirtió en un jugador multifuncional, llegando a jugar en diversas posiciones, incluida la de centro delantero. 
Siempre fue un personaje cercano a la afición rayada y uno de los más queridos. Como anécdota, en una ocasión, el Club de Fútbol Tigres de la Universidad Autónoma de Nuevo León, acérrimo rival del Monterrey, lo pidió como refuerzo en calidad de cedido para encarar la Copa Libertadores 2005, sin embargo, Walter además de negarse, salió a calentar para el siguiente partido del Monterrey con una camiseta con la leyenda: 100% Rayado.
Con Monterrey Walter jugó durante 6 años, disputando 232 partidos entre Liga y Liguilla, siendo su último gol en los cuartos de final del Torneo Clausura 2008 frente al Guadalajara. 
Después del anuncio de su partida del club, asistió al programa televisivo local llamado "Pasión futbolera", en el que se le rindió un homenaje entre muestras de cariño de la afición, un vídeo con sus 18 anotaciones y un mariachi entonando "Las golondrinas" (melodía típica mexicana para las despedidas) lo que ocasionó las lágrimas en el jugador.

#### Banfield
En 2008 pasó a Banfield, aportando a que el club obtuviese su primer título al coronarse Campeón en el Torneo Apertura 2009. Fue una pieza clave en el armado de juego del equipo y un jugador fundamental anotando un gol ante Estudiantes de La Plata en la victoria 2-1 del taladro en el Florencio Sola por la 12 fecha de aquel apertura. De esta forma se convirtió en ídolo de la afición del "Taladro".
El 6 de agosto de 2010, extendió su contrato con Banfield por cuatro años más, lo que lo vinculaba al Taladro hasta 2014, sin embargo, Boca Juniors puso su mirada en el jugador, por expreso pedido de su por entonces entrenador Julio César Falcioni. El pase a Boca interrumpió el vínculo recién firmado.

#### Boca Juniors
El 27 de enero del 2011, Banfield y Boca Juniors llegaron a un acuerdo por su transferencia a Boca a cambio de 4 millones de dólares por la totalidad del pase. La operación se dio después de una larga polémica entre los dos clubes, que se extendió durante casi todo el verano de 2011. El jugador dudó en pasar al Club de la Ribera, pero entró al club llegando incluso a abandonar la pretemporada de Banfield y ponerse en contra al mismo presidente Carlos Portell, ejerciendo una fuerte presión para que finalmente el traspaso se realizase.
Su debut se produjo el día 13 de febrero del mismo año, ante Godoy Cruz en La Bombonera en la derrota por 1 - 4, marcando el único gol de su equipo. Su segundo gol con la camiseta de Boca Juniors ocurrió el 11 de septiembre de 2011, en la Bombonera, ante San Martín de San Juan; el Club de la Ribera ganó el partido justamente por ese gol.
El 18 de septiembre de 2011, marcó el segundo gol de Boca Juniors frente a Lanús y el tercero con esta camiseta, juego en el cual el Xeneize se quedó con la victoria con el marcador de 2 a 1.
El gran nivel del equipo en general, y de él en particular, como una de las figuras, llevó a que el club se consagre campeón invicto del Apertura 2011, con la mayor diferencia respecto del segundo (12 puntos) y la valla menos vencida. Jugó desde el arranque los 19 encuentros disputados, marcando 3 goles (San Martín de San Juan, Lanús y Arsenal), y siendo de los mejores jugadores del torneo.
El 28 de octubre de 2012 marcaría su primer gol en un Superclásico ante River Plate en el Monumental, dándole el empate al equipo de La Boca en el primer minuto de recuperación, el partido terminaría 2 a 2.
El 9 de febrero de 2013 marca un gol en un encuentro por la primera fecha del Torneo Final de Argentina, que serviría para iniciar la remontada de Boca, que hasta ese momento perdía 2 a 0 y que terminaría ganando 3 a 2. 

#### Atlanta
En julio de 2013, llega a un acuerdo con Boca para rescindir su contrato y firma por el Atlante FC de la Liga Mexicana. En el Atlante disputa 19 partidos (17 por Liga y 2 por Copa Mexicana) anotando 2 goles, ambos por la Liga Mexicana, en enero de 2014 rescinde su contrato con Atlante.

#### Regreso a Banfield

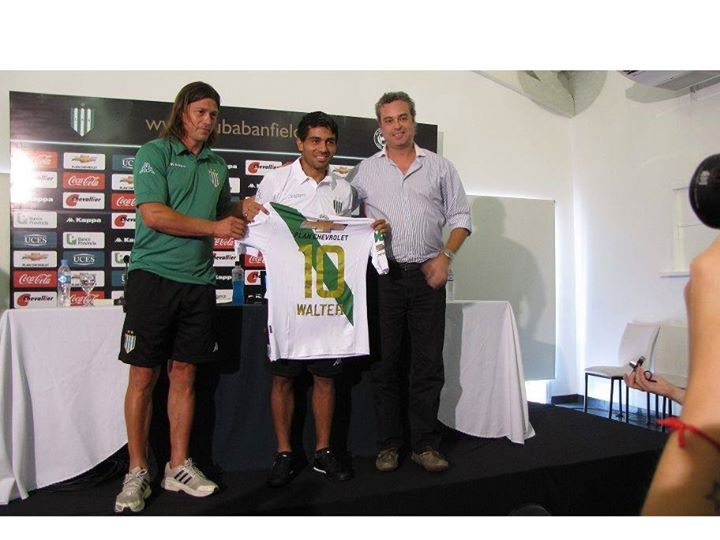
Erviti posando junto a Matias Almeyda y Eduardo Spinosa el día de su regreso a Banfield

El jueves 30 de enero del 2014 firma contrato con el taladro por 2 años y medio sellando así su vuelta al club para enfrentar la última etapa del campeonato de la B Nacional de aquel año, donde Banfield se consagraría campeón a 3 puntos de diferencia de su escolta Defensa y Justicia. El 8 de febrero volvía a jugar con la camiseta del taladro entrando en el entretiempo en un partido perteneciente a la fecha 22 de aquel torneo. 
Luego de conseguir el tan ansiado ascenso con el club, vuelve a jugar en la primera división del fútbol argentino con la camiseta del taladro donde jugó 17 partidos (se perdió las 2 primeras fechas por lesión) y marcó 2 goles (contra Newells Old Boys y Olimpo de Bahía Blanca), aunque el equipo no logró afianzarse en esos 6 meses terminó 17 en la tabla con apenas 20 puntos.
En la temporada 2015 jugaría 23 partidos sin convertir goles y también jugaría los 3 partidos de la liguilla que clasificaría a Banfield a la Copa Sudamericana. En total jugaría 26 partidos sin marcar goles alternando la titularidad y el banco de suplentes.
En la temporada 2016 arrancaría como titular por la conflictiva salida de Juan Cazares del club, y justamente marcaría el primer gol del equipo en la primera fecha frente a Gimnasia. Luego de esa victoria el equipo no lograría alcanzar un buen rendimiento y se produjo la salida de Claudio Vivas como DT. Llegando el técnico que sacó campeón al club Julio César Falcioni. En el redebut de "El emperador" el equipo empataría 1-1 contra Colon siendo Erviti titular teniendo una posición más retrasada que con la que jugaba con Vivas llegando a jugar de líbero, el equipo no tendría un buen rendimiento terminando en las últimas posiciones del campeonato. Surgió un rumor de que el jugador planeaba retirarse pero renovó su contrato hasta el final del campeonato siguiente.
Para la temporada 2016/17 Banfield jugaría la Copa Argentina, la Copa Sudamericana y el torneo local, donde el equipo no encontró un buen nivel de juego y terminó eliminado en primera fase de las copas. Durante todo el 2015, fue muy autocrítico por el nivel de juego del equipo.

#### Independiente
En enero de 2017, llega a Independiente como jugador libre. Tras un año regular y sin obtener la titularidad por internas con el entrenador del equipo Ariel Holan, decide finalizar su vínculo con el club tras alternar en algunos partidos como titular y otros desde el banco de suplentes. Abandona la institución con la obtención de la Copa Sudamericana.

#### Alvarado
En enero de 2018 opta por retirarse en su ciudad natal, en el club del cual es hincha. Su incorporación a Alvarado significó una revelación en el mercado de pases, siendo que un jugador de primera división optó por jugar en la tercera categoría del fútbol argentino, el Torneo Federal A 2017-18. El 20 de marzo de 2019 vuelve de su retiro y firma para Banfield de Mar del Plata, para jugar la liga local.

### Como entrenador

#### Atlanta
El 28 de enero de 2021, es anunciado como el nuevo entrenador de Atlanta, en lo que sería su primer experiencia como entrenador en el fútbol profesional. En su primera temporada con los «bohemios», consiguió cerrar su participación en la 10° posición de la Zona A de la Primera Nacional de un total de 17 elencos, no clasificando a la lucha por el ascenso a primera división, luego de obtener 9 triunfos, 12 empates y 11 derrotas en 32 partidos dirigidos.
Luego de un mal comienzo en la temporada 2022, con 3 triunfos, 6 empates y 4 derrotas, el 1 de mayo renuncia al banco del Bohemio.

#### Audax Italiano
En octubre de 2022, su nombre sonó como posible entrenador de Unión La Calera de la Primera división chilena, aunque finalmente el club se decantó por Gerardo Ameli. El 30 de diciembre de 2023 es oficializado como nuevo entrenador de Audax Italiano de la Primera División chilena, con un contrato por toda la temporada 2024. Antes del comienzo del torneo de primera división, señaló en una entrevista que "yo no me siento un entrenador, soy una persona que está acá por la voluntad de Dios y vengo acá a glorificar a Dios desde mi rol de entrenador (...) Mi principal objetivo no es ganar partidos". Luego de dos derrotas en las primeras dos fechas, señaló ante la prensa que "a todos nos contratan para ganar, yo no hablo de ganar, pero a ustedes les gusta escuchar esa palabra".
El domingo 10 de marzo de 2024, después de la caída de Audax Italiano por 0-3 ante Unión Española, en partido válido por la cuarta fecha del torneo nacional chileno, Erviti presentó su renuncia al club tras haber dirigido solamente cuatro partidos y conseguido únicamente un triunfo junto con tres derrotas.

#### Belgrano
El 20 de diciembre de 2024, fue anunciado como entrenador de Belgrano de cara a la temporada 2025.Sin embargo, el 8 de febrero de 2025, fue despedido de su cargo después de un mal comienzo en la temporada, con 2 empates y 2 derrotas en 4 partidos.

## Selección nacional
Su debut en la Selección Argentina se produjo el 26 de enero de 2010 frente a Costa Rica, donde el combinado argentino ganó 3 a 2.

## Estadísticas

### Como jugador
Actualizado al 5 de mayo de 2018.
| Club | Div                 | Temporada           | Liga  | Liga  | Liga   | Copas nacionales(1) | Copas nacionales(1) | Copas nacionales(1) | Torneos internacionales(2) | Torneos internacionales(2) | Torneos internacionales(2) | Otras competiciones(3) | Otras competiciones(3) | Otras competiciones(3) | Total | Total | Total  | Media goleadora(4) |
| Club | Div                 | Temporada           | Part. | Goles | Asist. | Part.               | Goles               | Asist.              | Part.                      | Goles                      | Asist.                     | Part.                  | Goles                  | Asist.                 | Part. | Goles | Asist. | Media goleadora(4) |
| --- | ------------------- | ------------------- | ----- | ----- | ------ | ------------------- | ------------------- | ------------------- | -------------------------- | -------------------------- | -------------------------- | ---------------------- | ---------------------- | ---------------------- | ----- | ----- | ------ | ------------------ |
| San Lorenzo Argentina | 1.ª                 | 1999-00             | 19    | 1     | 2      | —                   | —                   | —                   | 6                          | 0                          | 0                          | —                      | —                      | —                      | 25    | 1     | 2      | 0.04               |
| San Lorenzo Argentina | 1.ª                 | 2000-01             | 34    | 2     | 5      | —                   | —                   | —                   | 7                          | 0                          | 0                          | —                      | —                      | —                      | 41    | 2     | 5      | 0.05               |
| San Lorenzo Argentina | 1.ª                 | 2001-02             | 28    | 1     | 3      | —                   | —                   | —                   | 16                         | 0                          | 1                          | —                      | —                      | —                      | 44    | 1     | 4      | 0.02               |
| San Lorenzo Argentina | Total club          | Total club          | 81    | 4     | 10     | 0                   | 0                   | 0                   | 29                         | 0                          | 1                          | 0                      | 0                      | 0                      | 110   | 4     | 11     | 0.04               |
| CF Monterrey · México | 1.ª                 | 2002-03             | 37    | 3     | 2      | —                   | —                   | —                   | —                          | —                          | —                          | 6                      | 1                      | 0                      | 43    | 4     | 2      | 0.09               |
| CF Monterrey · México | 1.ª                 | 2003-04             | 33    | 4     | 4      | 1                   | 0                   | 0                   | 4                          | 0                          | 0                          | —                      | —                      | —                      | 38    | 4     | 4      | 0.11               |
| CF Monterrey · México | 1.ª                 | 2004-05             | 31    | 2     | 5      | —                   | —                   | —                   | 4                          | 0                          | 0                          | 6                      | 2                      | 1                      | 41    | 4     | 6      | 0.10               |
| CF Monterrey · México | 1.ª                 | 2005-06             | 33    | 2     | 3      | —                   | —                   | —                   | —                          | —                          | —                          | 8                      | 0                      | 2                      | 41    | 2     | 5      | 0.05               |
| CF Monterrey · México | 1.ª                 | 2006-07             | 29    | 3     | 3      | —                   | —                   | —                   | —                          | —                          | —                          | 2                      | 0                      | 0                      | 31    | 3     | 3      | 0.06               |
| CF Monterrey · México | 1.ª                 | 2007-08             | 31    | 0     | 2      | —                   | —                   | —                   | —                          | —                          | —                          | 7                      | 1                      | 1                      | 38    | 1     | 3      | 0.03               |
| CF Monterrey · México | Total club          | Total club          | 194   | 14    | 19     | 1                   | 0                   | 0                   | 8                          | 0                          | 0                          | 29                     | 4                      | 4                      | 232   | 18    | 23     | 0.08               |
| CA Banfield Argentina | 1.ª                 | 2008-09             | 37    | 0     | 13     | —                   | —                   | —                   | —                          | —                          | —                          | —                      | —                      | —                      | 37    | 0     | 13     | 0,00               |
| CA Banfield Argentina | 1.ª                 | 2009-10             | 32    | 1     | 12     | —                   | —                   | —                   | 8                          | 2                          | 2                          | —                      | —                      | —                      | 40    | 3     | 14     | 0.08               |
| CA Banfield Argentina | 1.ª                 | 2010                | 19    | 2     | 4      | —                   | —                   | —                   | 4                          | 0                          | 1                          | —                      | —                      | —                      | 23    | 2     | 5      | 0.09               |
| CA Banfield Argentina | Total 1.ª etapa     | Total 1.ª etapa     | 88    | 3     | 29     | 0                   | 0                   | 0                   | 12                         | 2                          | 3                          | 0                      | 0                      | 0                      | 100   | 5     | 32     | 0.05               |
| Boca Juniors Argentina | 1.ª                 | 2011                | 16    | 1     | 0      | —                   | —                   | —                   | —                          | —                          | —                          | —                      | —                      | —                      | 16    | 1     | 0      | 0.06               |
| Boca Juniors Argentina | 1.ª                 | 2011-12             | 31    | 5     | 2      | 2                   | 0                   | 1                   | 13                         | 0                          | 1                          | —                      | —                      | —                      | 46    | 5     | 4      | 0.11               |
| Boca Juniors Argentina | 1.ª                 | 2012-13             | 28    | 3     | 2      | 3                   | 0                   | 1                   | 10                         | 0                          | 0                          | —                      | —                      | —                      | 41    | 3     | 3      | 0.07               |
| Boca Juniors Argentina | Total club          | Total club          | 75    | 9     | 4      | 5                   | 0                   | 2                   | 23                         | 0                          | 1                          | 0                      | 0                      | 0                      | 103   | 9     | 7      | 0.09               |
| Atlante FC · México | 1.ª                 | 2013-14             | 17    | 2     | 0      | —                   | —                   | —                   | —                          | —                          | —                          | —                      | —                      | —                      | 17    | 2     | 0      | 0.12               |
| CA Banfield Argentina | 2.ª                 | 2014                | 17    | 0     | 0      | —                   | —                   | —                   | —                          | —                          | —                          | —                      | —                      | —                      | 17    | 0     | 0      | 0,00               |
| CA Banfield Argentina | 1.ª                 | 2014                | 17    | 2     | 3      | 1                   | 0                   | 2                   | —                          | —                          | —                          | —                      | —                      | —                      | 18    | 2     | 5      | 0.11               |
| CA Banfield Argentina | 1.ª                 | 2015                | 23    | 0     | 0      | —                   | —                   | —                   | —                          | —                          | —                          | 3                      | 0                      | 1                      | 26    | 0     | 1      | 0,00               |
| CA Banfield Argentina | 1.ª                 | 2016                | 15    | 1     | 3      | 2                   | 0                   | 0                   | 2                          | 0                          | 1                          | —                      | —                      | —                      | 19    | 1     | 4      | 0.05               |
| CA Banfield Argentina | 1.ª                 | 2016                | 13    | 3     | 2      | —                   | —                   | —                   | —                          | —                          | —                          | —                      | —                      | —                      | 13    | 3     | 2      | 0.23               |
| CA Banfield Argentina | Total 2.ª etapa     | Total 2.ª etapa     | 85    | 6     | 8      | 3                   | 0                   | 2                   | 2                          | 0                          | 1                          | 3                      | 0                      | 1                      | 93    | 6     | 12     | 0.06               |
| CA Banfield Argentina | Total club          | Total club          | 173   | 9     | 37     | 3                   | 0                   | 2                   | 14                         | 2                          | 4                          | 3                      | 0                      | 1                      | 193   | 11    | 44     | 0.06               |
| CA Independiente Argentina | 1.ª                 | 2017                | 13    | 1     | 1      | 1                   | 0                   | 0                   | 2                          | 0                          | 0                          | —                      | —                      | —                      | 16    | 1     | 1      | 0.06               |
| CA Independiente Argentina | 1.ª                 | 2017                | 6     | 0     | 0      | 1                   | 0                   | 0                   | 4                          | 0                          | 0                          | —                      | —                      | —                      | 11    | 0     | 0      | 0,00               |
| CA Independiente Argentina | Total club          | Total club          | 19    | 1     | 1      | 2                   | 0                   | 0                   | 6                          | 0                          | 0                          | 0                      | 0                      | 0                      | 27    | 1     | 1      | 0.04               |
| CA Alvarado Argentina | 3.ª                 | 2018                | 11    | 2     | 0      | —                   | —                   | —                   | —                          | —                          | —                          | —                      | —                      | —                      | 11    | 2     | 0      | 0.18               |
| Total en su carrera | Total en su carrera | Total en su carrera | 570   | 41    | 71     | 11                  | 0                   | 4                   | 80                         | 2                          | 6                          | 32                     | 4                      | 5                      | 693   | 47    | 85     | 0.07               |
| (1) Las copas nacionales se refiere a la Copa Centenario de la AFA, Copa del Rey, Copa Italia, Supercopa de Italia y Copa de Noruega. (2) Las copas internacionales se refiere a la Copa Libertadores, Supercopa Sudamericana, Champions League, Copa de la UEFA, Recopa de Europa y Supercopa de la UEFA. |                     |                     |       |       |        |                     |                     |                     |                            |                            |                            |                        |                        |                        |       |       |        |                    |

### Como entrenador
| Equipo                 | Div.                | Temporada           | Liga  | Liga | Liga | Liga | Liga |       | Copa | Copa | Copa | Copa  |   | Internacional | Internacional | Internacional | Internacional | Internacional |   | Otros | Otros | Otros | Otros |    | Totales | Totales     | Totales | Totales | Totales | Totales | Totales | Totales | Totales |
| Equipo                 | Div.                | Temporada           | Part. | G    | E    | P    | Pos. | Part. | G    | E    | P    | Part. | G | E             | P             | Pos.          | Part.         | G             | E | P     | Part. | G     | E     | P  | Puntos  | Rendimiento | GF      | GC      | Dif.    |         |         |         |         |
| ---------------------- | ------------------- | ------------------- | ----- | ---- | ---- | ---- | ---- | ----- | ---- | ---- | ---- | ----- | - | ------------- | ------------- | ------------- | ------------- | ------------- | - | ----- | ----- | ----- | ----- | -- | ------- | ----------- | ------- | ------- | ------- | ------- | ------- | ------- | ------- |
| Atlanta Argentina      | 2.ª                 | 2021                | 32    | 9    | 12   | 11   | 10.º | 1     | 0    | 1    | 0    | -     | - | -             | -             | -             | -             | -             | - | -     | 33    | 9     | 13    | 11 | 40/99   | 40.4%       | 27      | 34      | -7      |         |         |         |         |
| Atlanta Argentina      | 2.ª                 | 2022                | 13    | 3    | 6    | 4    | Inc. | -     | -    | -    | -    | -     | - | -             | -             | -             | -             | -             | - | -     | 13    | 3     | 6     | 4  | 15/39   | 38.46%      | 14      | 15      | -1      |         |         |         |         |
| Atlanta Argentina      | Total               | Total               | 45    | 12   | 18   | 15   | -    | 1     | 0    | 1    | 0    | -     | - | -             | -             | -             | -             | -             | - | -     | 46    | 12    | 19    | 15 | 55/138  | 39.86%      | 41      | 49      | -8      |         |         |         |         |
| Audax Italiano · Chile | 1.ª                 | 2024                | 4     | 1    | 0    | 3    | Inc. | -     | -    | -    | -    | -     | - | -             | -             | -             | -             | -             | - | -     | 4     | 1     | 0     | 3  | 3/12    | 25%         | 4       | 8       | -4      |         |         |         |         |
| Audax Italiano · Chile | Total               | Total               | 4     | 1    | 0    | 3    | -    | -     | -    | -    | -    | -     | - | -             | -             | -             | -             | -             | - | -     | 4     | 1     | 0     | 3  | 3/12    | 25%         | 4       | 8       | -4      |         |         |         |         |
| Belgrano Argentina     | 1.ª                 | 2025-A              | 4     | 0    | 2    | 2    | Inc. | 0     | 0    | 0    | 0    | -     | - | -             | -             | -             | -             | -             | - | -     | 4     | 0     | 2     | 2  | 2/12    | 16.67%      | 2       | 9       | -7      |         |         |         |         |
| Belgrano Argentina     | Total               | Total               | 4     | 0    | 2    | 2    | -    | 0     | 0    | 0    | 0    | -     | - | -             | -             | -             | -             | -             | - | -     | 4     | 0     | 2     | 2  | 2/12    | 16.67%      | 2       | 9       | -7      |         |         |         |         |
| Total en su carrera    | Total en su carrera | Total en su carrera | 53    | 13   | 20   | 20   | -    | 1     | 0    | 1    | 0    | 0     | 0 | 0             | 0             | -             | 0             | 0             | 0 | 0     | 54    | 13    | 21    | 20 | 60/162  | 37.03%      | 47      | 66      | -19     |         |         |         |         |
| 1.                     |                     |                     |       |      |      |      |      |       |      |      |      |       |   |               |               |               |               |               |   |       |       |       |       |    |         |             |         |         |         |         |         |         |         |

#### Resumen estadístico
| Competición                   | Partidos | Ganados | Empatados | Perdidos | Rendimiento |
| ----------------------------- | -------- | ------- | --------- | -------- | ----------- |
| Primera B Nacional            | 45       | 12      | 18        | 15       | 40%         |
| Primera División de Argentina | 4        | 0       | 2         | 2        | 16.67%      |
| Copa Argentina                | 1        | 0       | 1         | 0        | 33.33%      |
| Primera División de Chile     | 4        | 1       | 0         | 3        | 25%         |
| TOTAL                         | 54       | 13      | 21        | 20       | 37.03%      |

## Palmarés

### Como jugador

#### Campeonatos nacionales
| Título             | Equipo       | País      | Año      |
| ------------------ | ------------ | --------- | -------- |
| Primera División   | San Lorenzo  | Argentina | C - 2001 |
| Liga MX            | CF Monterrey | México    | C - 2003 |
| Primera División   | CA Banfield  | Argentina | A - 2009 |
| Primera División   | Boca Juniors | Argentina | A - 2011 |
| Copa Argentina     | Boca Juniors | Argentina | 2011/12  |
| Primera B Nacional | Banfield     | Argentina | 2014     |

#### Campeonatos internacionales
| Título            | Equipo        | Sede           | Año  |
| ----------------- | ------------- | -------------- | ---- |
| Copa Mercosur     | San Lorenzo   | Buenos Aires   | 2001 |
| Copa Sudamericana | Independiente | Río de Janeiro | 2017 |